# Amazonas
Amazonas (AFI [amaˈzonas]) este una dintre cele 27 de unități federative ale Braziliei. Capitala statului este orașul Manaus. Amazonas se învecinează cu Venezuela și unitatea federativă Roraima la nord, unitatea federativă Pará la est, unitățile federative Mato Grosso, Rondônia și Acre la sud,  cu statele Peru și Columbia la vest. În 2008 statul avea o populație de 3.341.096 de locuitori și o suprafață de 1.570.745,68 km² (cea mai mare unitate federativă din Brazilia), fiind împărțit în 4 mezoregiuni, 13 microregiuni și 62 de municipii.

## Mezoregiuni

### Mezoregiunea Centro Amazonense
Microregiunea Coari
- Anamã (municipiu)
- Anori (municipiu)
- Beruri (municipiu)
- Caapiranga (municipiu)
- Coari (municipiu)
- Codajás (municipiu)

Microregiunea Itacoatiara
- Itacoatiara (municipiu)
- Itapiranga (municipiu)
- Nova Olinda do Norte (municipiu)
- Silves (municipiu)
- Urucurituba (municipiu)

Microregiunea Manaus
- Autazes (municipiu)
- Careiro (municipiu)
- Careiro da Várzea (municipiu)
- Iranduba (municipiu)
- Manacapuru (municipiu)
- Manaquiri (municipiu)
- Manaus (municipiu)

Microregiunea Parintins
- Barreirinha (municipiu)
- Boa Vista do Ramos (municipiu)
- Maués (municipiu)
- Nhamundá (municipiu)
- Parintins (municipiu)
- São Sebastião do Uatumã (municipiu)
- Urucará (municipiu)

Microregiunea Rio Preto da Eva
- Presidente Figueiredo (municipiu)
- Rio Preto da Eva (municipiu)

Microregiunea Tefé
- Alvarães (municipiu)
- Tefé (municipiu)
- Uarini (municipiu)